# Back 2 Base X
Back 2 Base X é o quinto álbum de estúdio da banda Hed PE, lançado em 6 de junho de 2006.
O disco é influenciado por bandas clássicas como Sex Pistols e The Clash, e teve intenção de regressar ao básico da música rock, e não tão pesado como nos discos anteriores.
O disco atingiu o nº 12 do Top Independent Albums, o nº 154 do Top Internet Albums e o nº 154 da Billboard 200.
| Críticas profissionais                                                      | Críticas profissionais |
| Avaliações da crítica                                                       | Avaliações da crítica  |
| Fonte                                                                       | Avaliação              |
| --------------------------------------------------------------------------- | ---------------------- |
| allmusic                                                                    | [ 4 ]                  |
| Esta tabela precisa de ser acompanhada por texto em prosa. Consulte o guia. |                        |

## Faixas
1. "Listen" - 2:53
2. "Novus Ordos Clitorus" - 3:13
3. "Lock and Load" - 3:03
4. "White Collars" - 3:22
5. "Get Ready" - 2:52
6. "Sophia" - 3:23
7. "Peer Pressure" - 0:44
8. "Beware Do We Go" - 3:54
9. "Daze of War" - 5:13
10. "Sweetchops" - 3:05
11. "So it Be" - 3:57
12. "Let's Ride" - 4:08
13. "The Chosen One" - 3:18
14. "Niteclub In Bali" - 2:13

## Créditos
- M.C.U.D. — Vocal
- Mawk — Baixo
- Wesstyle — Guitarra
- Chizad — Guitarra, vocal
- B.C. — Bateria, percussão
- DJ Product ©1969 — DJ